# Bárd (eszköz)

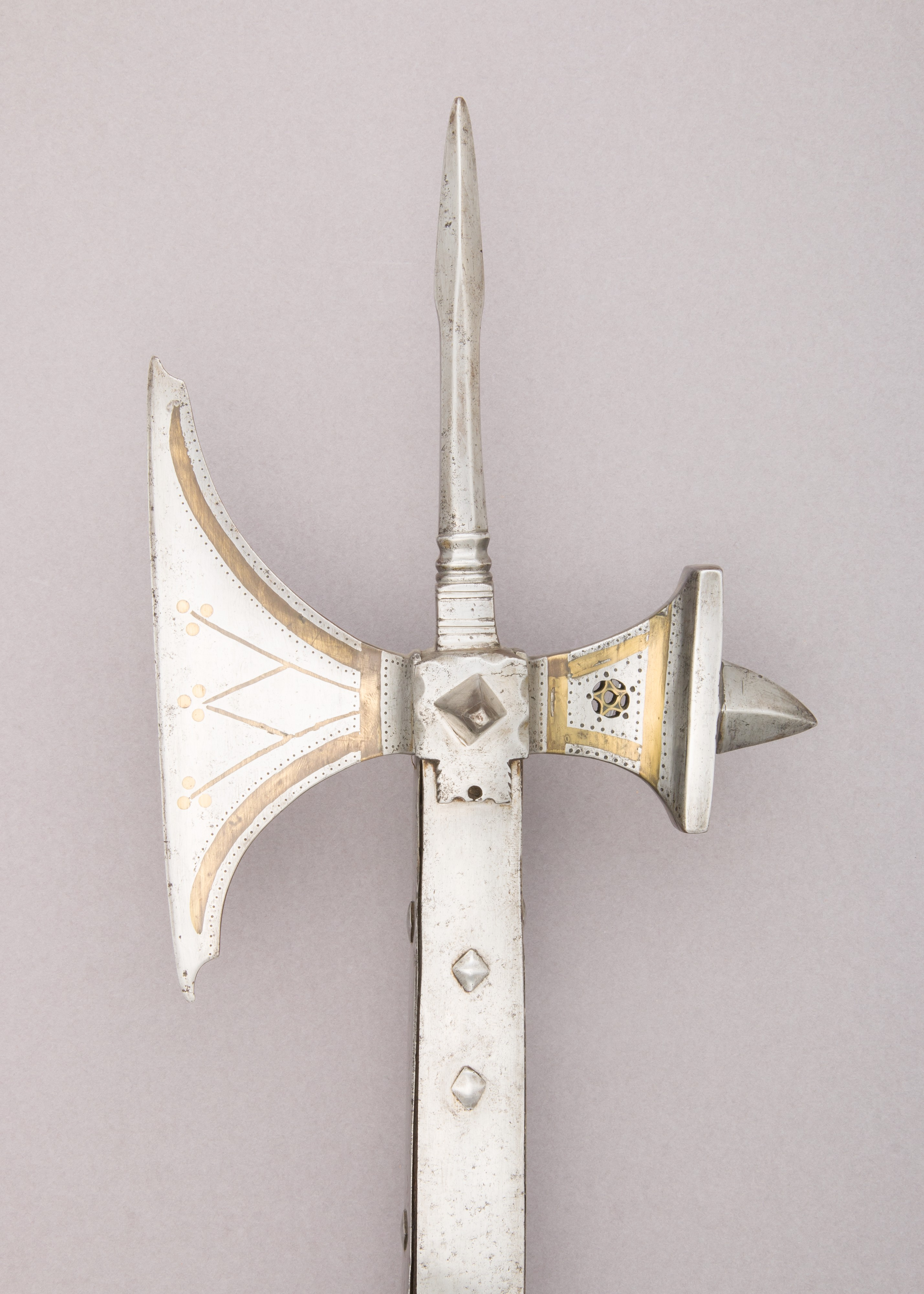

A bárd ősi eredetű szerszám. Vasból, acélból vagy bronzból készül. Mint feldolgozó kézi eszköz volt régen használatos, ma  csak ipari segédeszközként alkalmazzák. Rövidnyelű, szélesélű szerszám, egy és két kézre való. Az asztalosoké egyenesélű, kisméretű. Az ácsoké szélesélű, egyik oldalán lecsiszolt (félszántú), kifelé hajló nyéllel, amellyel ha a fát fejszével kinagyolták, bárd végzi a szinelési munkát. A mészárosok félkézbárddal (négyzetes alakú, rövidnyelű) bárdolják fel a marhát és vágják ki a húst. A kefekötők bárdja hosszú kés (kétszántú).